# João Paulo Guerra
João Paulo da Guerra Baptista Coelho Vieira (Lisboa, 16 de abril de 1942 – Lisboa, 4 de agosto de 2024) foi um jornalista português, com a carteira profissional n.º 660 a partir de 1962. Foi Provedor do Ouvinte do serviço público da RTP - Rádio e Televisão de Portugal.
Era irmão da atriz Maria do Céu Guerra.
Morreu a 4 de agosto de 2024, no Hospital Curry Cabral, em Lisboa, onde se encontrava internado.

## Carreira

### Na rádio
- Estagiário na Rádio Renascença (1962).
- Redactor-locutor do Serviço de Noticiários do Rádio Clube Português (1963-73).
- Repórter e locutor do programa PBX, no RCP (1967-69).
- Repórter e locutor (1970) do programa Tempo ZIP, inicialmente no FM do RCP e posteriormente na Rádio Renascença. Realizador do programa Tempo ZIP (1971-72) na RR.
- Editor e repórter na Emissora Nacional (1974). Chefe do Gabinete de Estudos e Planeamento da Direcção de Programas da Emissora Nacional (1974-75).
- Correspondente em Lisboa da Rádio Nacional de Angola (1976-77).
- Co-fundador da Telefonia de Lisboa (1985-87).
- Editor e repórter da TSF – Rádio Jornal (1990-96) e da Central FM (1996).
- Colaborador da Antena 1 – Os Reis da Rádio (2005-06); Revista de Imprensa da Antena 1 (2006 - 2015); O Fio da Meada (2015 - 2017, às sextas-feiras)
- Provedor do Ouvinte da Rádio e Televisão de Portugal (2017-21).

### Na imprensa
- Colaborador do Diário de Lisboa, fazendo parte da equipa do suplemento A Mosca (1968-69) dirigido por José Cardoso Pires; de A Capital, suplemento Cena 7 (1970), da República, da Memória do Elefante e do Musicalíssimo (1971).
- Chefe de redacção do Notícias da Amadora (1972-74).
- Nos primeiros meses de 1974 fez parte da redacção do semanário AE – Actividades Económicas, impedido de sair pela Censura.
- Redactor (1978-89) e chefe de redacção (1989-90) de O Diário.
- Correspondente da newsletter SouthScan (1985-89).
- Colaborador permanente do Público (1990), de O Jornal (1991-92) e de O Inimigo (1994).
- Como free-lancer, para a agência CNTV (1992), publicou reportagens designadamente no Público e no Expresso.
- Editor do jornal O Jogo (Abril a setembro de 1997).
- Editor do Diário Económico (1997-98). Colaborador do Diário Económico (2006 a 2012)

### Na televisão
- Guionista na SIC (1993-94).
- Repórter da série O Século XX Português (SIC - 1997/99).
- Guionista para a Endemol / SIC (2000).
- Autor do guião de Angola – 40 anos de Guerra, classificado em primeiro lugar pelo ICAM na modalidade de documentário (2002).

### Outras actividades
Monitor de cursos de formação profissional de rádio na Cooperativa de Rádio e Animação Cultural – CRAC, na Cooperativa TSF e no Centro de Formação da RDP.

## Obras publicadas
- Polícias e Ladrões (Editorial Caminho, 1983),
- Operação África (Caminho, 1984), de co-autoria com o jornalista Fernando Semedo.
- Os Flechas Atacam de Novo (Caminho, 1988),
- Memória das Guerras Coloniais (Afrontamento, 1994 - 1ª edição, 1995 - 2ª edição),
- Autor da série de reportagens Viagens com Livros, transmitidas pela TSF em 1995, editadas em CD pela Strauss (1996).
- Savimbi Vida e Morte (Bertrand, 3 edições em 2002).
- Diz que é uma espécie de democracia (Oficina do Livro, 1ª e 2ª edição em 2009).
- Descolonização Portuguesa – O Regresso das Caravelas (Dom Quixote, 1996 - 1ª edição, e Círculo de Leitores, 2000). Edição revista e aumentada, com prefácio de Ernesto Melo Antunes, setembro 2009, Oficina do Livro.
- Romance de uma Conspiração (Oficina do Livro, setembro 2010): primeiro livro de FICÇÃO
- Corações Irritáveis - romance, Clube do Autor, lançamento 2 de março de 2016

## Prémios
- Prémio de Rádio da Casa de Imprensa (colectivo) na equipa do programa PBX (1968).
- Prémio de Rádio da Casa da Imprensa como realizador do programa Tempo ZIP (1972).
- Prémio de Reportagem do Secretariado para a Modernização Administrativa (Público, Outubro de 1990).
- Prémio Nacional de Reportagem, do Clube de Jornalistas do Porto,
- Prémio Gazeta, do Clube de Jornalistas, em 2009,
- Prémio de Reportagem de Rádio, do Clube Português de Imprensa, em 1994, pela série de reportagens O Regresso das Caravelas, transmitida pela TSF.
- Prémio de Reportagem de Rádio, do Clube Português de Imprensa,
- Prémio Procópio» de Jornalismo, 1996, pela série de reportagens Viagens com Livros, transmitida pela TSF.
- Prémio Gazeta de Mérito, 2010, "pelo seu longo, diversificado e prestigioso percurso profissional de quase meio século de actividade na rádio, na imprensa e na televisão".
- Prémio Igrejas Caeiro da Sociedade Portuguesa de Autores (Março de 2014)